# Brut (Film)
Brut ist ein deutscher Spielfilm des Regisseurs Constantin Hatz. Er feierte am 27. Oktober 2017 Premiere im Wettbewerb der 51. Internationalen Hofer Filmtage 2017.

## Handlung
Für die angehende Medizinstudentin Marie beginnt die Katastrophe jeden Morgen mit dem Aufstehen. Sie lebt in sozialer Isolation mit ihrer streng dominanten Mutter, einer erfolgreichen Gynäkologin. Ihr Leben lang leidet Marie bereits unter der emotionalen Erpressung ihrer Mutter, und es ist beinahe so, als wäre die Nabelschnur nie durchtrennt worden. Marie möchte sich nun endlich aus dieser Abhängigkeit lösen und sucht erstmals sexuellen Kontakt zu Männern, um ihre Mutter damit in die Resignation zu zwingen.

## Produktion
Der Film ist eine Koproduktion zwischen der Filmakademie Baden-Württemberg und DOMAR Film. Die Dreharbeiten fanden im Sommer 2016 in Karlsruhe statt.

## Kritik
Philipp Bovermann von der der Süddeutschen Zeitung nannte den Film „ein hochintelligentes, kleines Monstrum von einem Film, der ein System von Gesten der Unterwerfung und der symbolischen Rebellion zwischen einer Mutter und einer Tochter entwirft“.
Harald Mühlbeyer lobte auf kino-zeit.de besonders die schauspielerischen Leistungen von Luise Aschenbrenner und Anja Schneider sowie die Inszenierung: „Streng, sauber, steril – wie die Wohnung, so die Inszenierung. Aber dabei auch radikal, direkt, nervenzerfetzend. Constantin Hatz bohrt ganz tief.“

## Auszeichnungen
- Internationale Hofer Filmtage 2017: Gewinner Bild-Kunst Förderpreis Bestes Kostümbild (Lara Scherpinski) und Bestes Szenenbild (Madeleine Schleich)[6]
- 47. Internationale Studierendenfilmfestival Sehsüchte: Gewinner Bester Spielfilm[7]